# Bennecourt
Bennecourt è un comune francese di 1 837 abitanti situato nel dipartimento degli Yvelines nella regione dell'Île-de-France.

## Storia

### Simboli
Il grappolo d'uva e le spighe rappresentano le principali colture locali; le tre stelle simbolizzano il villaggio di Bennecourt e le località di Gloton e di Tripleval.

## Società

### Evoluzione demografica
Abitanti censiti